# Tajuña
El Tajuña (del llatí Tagonius) és un riu a l'interior d'Espanya, és el segon riu de major longitud de la conca del Tajo, després del mateix Tajo. Recorre les províncies de Guadalajara i Madrid. És afluent pel marge esquerre del riu Jarama i, per tant, sub-afluent del Tajo. Neix a les proximitats de Maranchón (Guadalajara), a la Fuente del Carro prop del poble de Clares. És un riu definit com d'erms, encaixonat en valls profundes de calcàries del Miocè, caracteritzades per argiles, margues i calcàries dolomítiques.
Té un únic embassament, la Tajera (409 ha) que anegà les hortes de Torrecuadrada de los Valles i El Sotillo, prop de Cifuentes. Passa per Ciruelos del Pinar, Luzón, Anguita, Luzaga, Cortes de Tajuña, Abánades, Brihuega, Armuña de Tajuña, Aranzueque i Loranca de Tajuña. Entra a Madrid per Pezuela de las Torres i desemboca al Jarama prop de Titulcia (Madrid).
Al llarg del seu curs ha donat nom a diverses poblacions, a les dues províncies que travessa: Armuña de Tajuña, Cortes de Tajuña, Loranca de Tajuña, Masegoso de Tajuña, Valfermoso de Tajuña (antic Valfermoso de las Sogas) ala província de Guadalajara; i Tielmes de Tajuña, Morata de Tajuña, Orusco de Tajuña i Perales de Tajuña a la de Madrid.

## Clima

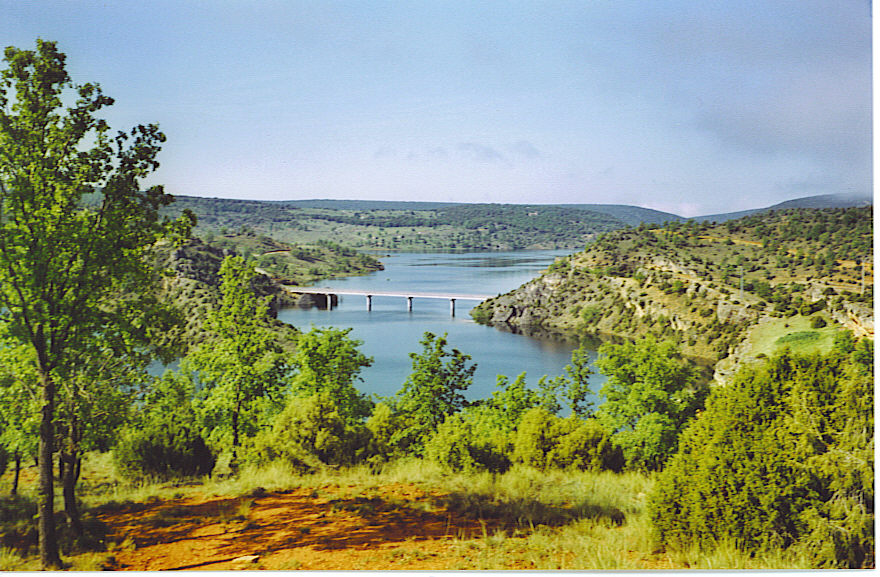
Embassament de la Tajera

El clima en la conca és, des del seu naixement, mediterrani temperat, més sec i àrid segons s'acosta a la seva desembocadura a Madrid, amb un règim de pluges més freqüents a la tardor-hivern i primavera, amb un petit estiatge hivernal i amb un gran estiatge a l'estiu.

## Morfologia
Pel fet de ser un riu interior, els seus afluents, a Guadalajara solen ser rierols estacionals, duent cabal, sobretot a la primavera, alimentant-se, la resta de l'any, generalment per surgències, ja sigui en el llit o a través de fonts, de l'aqüífer «Calcàries de l'Erm de la Alcarria» aquest aqüífer de 2.200 km², a Guadalajara (1.600 km²) i (600 km²) a Madrid, l'aigua es troba a 30-40 m de profunditat i la recarrega es realitza per infiltració de pluja i drena en la seva majoria, uns 120 hm³/any cap al Tajuña, amb afluents com el riu Ungría a Armuña de Tajuña i a Madrid, com el rierol de la Vega de Valdarachas.

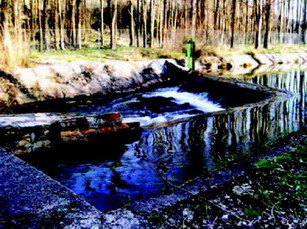
Riu Tajuña

Com tots els rius de l'altiplà meridional, pel basculament de l'altiplà al sud-oest, empesa pel plegament alpí, té una adreça nord-oest-sud-oest, amb valls, on no està encaixonat, de poca amplitud.
Actualment aquest riu, assorteix d'aigua potable a la Mancomunitat d'Aigües del Riu Tajuña amb 34 pobles de la província de Guadalajara i al sud-est de la Comunitat de Madrid.

## Espais naturals
En el curs del Tajuña des del seu naixement, en les afluències, dels erms de Molina, fins a la seva desembocadura al Jarama, al llarg del seu curs hi ha diversos ecosistemes protegits, o en vies de protecció (Xarxa Natura 2000), i a la zona d'influència d'aquest riu, apareixen:
- La Vall del Tajuña (ES4240015 i ES4240392) a Torrecuadrada, que presenta, en els seus escarpats talussos, una interessant mescla de savinar de savina turífera i Juniperus phoenicea, a més d'una excel·lent massa forestal de alzinars i boscos de roure de fulla petita.

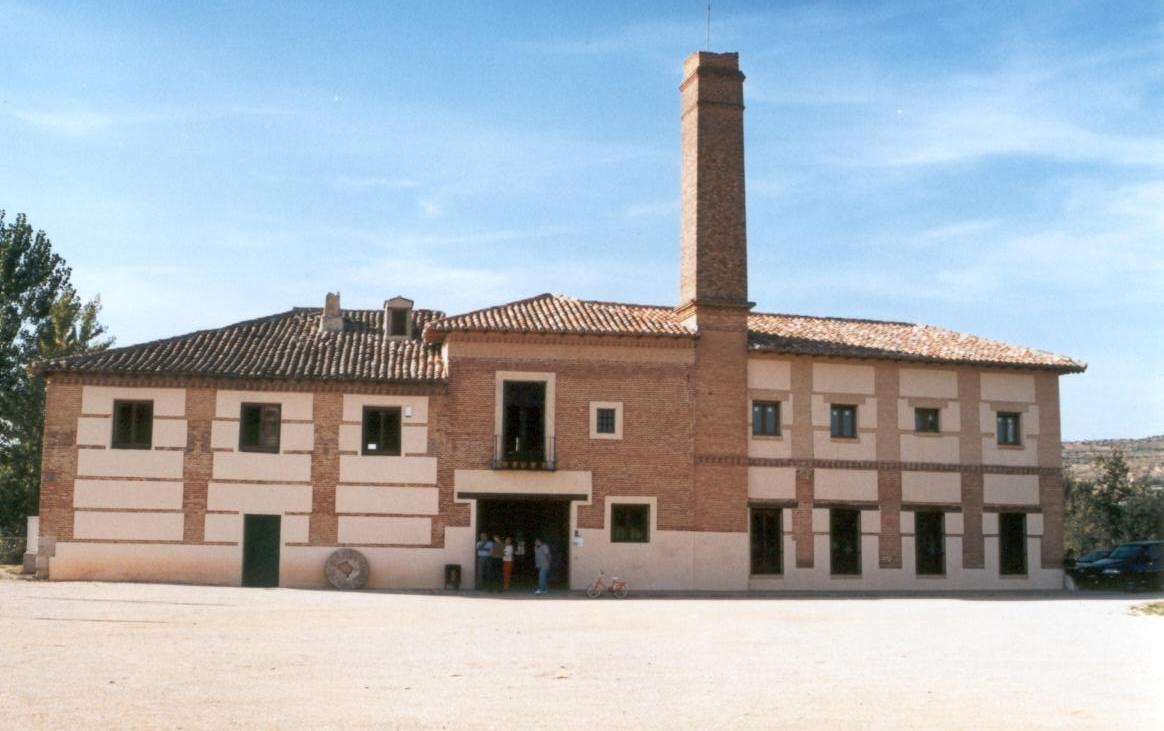
Antic molí hidràulic per a la producció de farina a Morata de Tajuña, mogut amb les aigües del Tajuña. Avui dia està convertit en un museu.

- Ribes de Valfermoso de Tajuña i Brihuega (ES4240021) conserven trams de bosc de ribera i fauna piscícola protegida.
- Quejigares de Barriopedro i Brihuega (ES4240014).

- Rebollar de Navalpotro (ES4240012) protegit per ser un bosc relicte, de Quercus pyrenaica, entre boscos, més calcaris.

Ja a Madrid, revesteixen gran importància ecològica, els seus aiguamolls estables per trencament del nivell superior de l'aqüífer, ja sigui de manera natural o per la mà de l'home, com els de Cassasola, San Galindo i la llacuna de San Juan. Es tracta de taules de poca profunditat i extensió, de règim hídric fluctuant i són magnífics assentaments d'aus migratòries entre la plana manxega i la Vall de l'Ebre a través del Sistema Ibèric.